# Miejskie Przedsiębiorstwo Komunikacyjne w Łomży
MPK Łomża (Miejskie Przedsiębiorstwo Komunikacji Zakład Budżetowy w Łomży) – łomżyńskie przedsiębiorstwo transportowe.

## Informacje ogólne
MPK Łomża funkcjonuje od 15 lipca 1969 roku. Posiadało wtedy 2 linie i obsługiwało je 5 autobusów marki San. Do 30 czerwca 1989 roku komunikacja miejska działała w formie zakładu w strukturze organizacyjnej Miejskiego Przedsiębiorstwa Gospodarki Komunalnej i Mieszkaniowej. 1 lipca 1989 r. w wyniku podziału MPGKiM, utworzone zostało Miejskie Przedsiębiorstwo Komunikacji jako samodzielna jednostka gospodarcza, działająca w oparciu o status przedsiębiorstwa państwowego. 1 stycznia 1992 roku MPK zostało przekształcone w zakład budżetowy i w takiej formie organizacyjno-prawnej funkcjonuje do chwili obecnej. Podstawowym zadaniem MPK było i jest zaspokojenie potrzeb mieszkańców miasta w zakresie publicznego transportu zbiorowego. Ponadto, w celu zwiększenia wpływów własnych, zakład świadczy usługi w zakresie reklamy i wynajmu autobusów. 
Obecnie MPK obejmuje 17 linii autobusowych, w tym 4 linie wybiegające poza granice miasta, obejmuje teren gmin: Łomża, Piątnica, Nowogród, Wizna. Łączna długość linii autobusowych wynosi 168 km. Rocznie autobusy MPK przewożą ok. 4 mln osób. W układ komunikacji autobusowej obsługiwanej przez MPK usytuowano 113 przystanków. Liczba oraz rozmieszczenie przystanków jest dostosowana do zagospodarowania przestrzennego obsługiwanych obszarów miasta, co oznacza zadowalająca dostępność układu komunikacyjnego dla użytkownika. Średni czas dojścia pieszego od miejsca rozpoczęcia podróży do przystanku oraz od przystanku do celu podróży nie przekracza 4 minut. Przeciętna odległość przemieszczeń pieszych w podróżach komunikacja zbiorowa wynosi ok. 300 m.
Aktualnie MPK ma swoją siedzibę przy ulicy Spokojnej 9 w Łomży. 
W 2010 Miejskie Przedsiębiorstwo Komunikacji dostało na zakup pojazdów unijną dotację z projektu „Rozbudowa i modernizacja systemu transportowego Łomży i okolic – etap II”. Nr WND-RPPD.02.03.00-20- 002/09 realizowanego w ramach Regionalnego Programu Operacyjnego Województwa Podlaskiego na lata 2007–2013 Osi priorytetowej II: Rozwój infrastruktury transportowej; Działanie 2.3. Rozwój transportu publicznego dofinansowanego według Umowy nr UDA-RPPD.02.03.00-20 – 002/09-00.
Projekt obejmował też modernizację bazy przedsiębiorstwa i pętli autobusowych, trwają również przygotowania do wprowadzenia biletu elektronicznego. Wartość całego projektu to 29 697 723,83 zł, z UE pochodzi 12 154 149,12. Nowe autobusy kosztowały 24 miliony złotych. Od maja 2012 trwają prace nad przekształceniem Miejskiego Przedsiębiorstwa Komunikacyjnego z zakładu budżetowego w spółkę z ograniczoną odpowiedzialnością.

## Tabor
| Typ autobusu                                         | Eksploatacja w MPK od                                | przewóz osób na wózkach                              | Liczba egzemplarzy |
| ---------------------------------------------------- | ---------------------------------------------------- | ---------------------------------------------------- | ------------------ |
| Scania CN280UB (OmniCity)                            | 2011                                                 | przewóz osób na wózkach                              | 22                 |
| Karsan Jest                                          | 2018                                                 | przewóz osób na wózkach                              | 4                  |
| Yutong E12 (elektr.)                                 | 2022                                                 | przewóz osób na wózkach                              | 8                  |
| Zonson GTZ6129BEVR (City Joy 12, elektr.)            | 2025                                                 | przewóz osób na wózkach                              | 4                  |
| Wszystkie pojazdy                                    | Wszystkie pojazdy                                    | Wszystkie pojazdy                                    | 38                 |
| Udział autobusów niskopodłogowych i niskowejściowych | Udział autobusów niskopodłogowych i niskowejściowych | Udział autobusów niskopodłogowych i niskowejściowych | 100%               |
| Udział autobusów elektrycznych                       | Udział autobusów elektrycznych                       | Udział autobusów elektrycznych                       | 31,6%              |

Źródło:.